# Hormona antimülleriana
L'hormona antimülleriana (AMH, de l'anglès anti-Müllerian hormone) és una glicoproteïna dimèrica que inhibeix el desenvolupament dels conductes de Müller en l'embrió masculí.
És una substància produïda per les cèl·lules de Sertoli immadures i per les cèl·lules de la granulosa postnatals, l'estimació de les quals pot ser de gran utilitat per a la detecció de teixit testicular i la seva avaluació funcional, i en la recerca de tumors en les cèl·lules de la granulosa en adults.
L'hormona antimülleriana té funcions específiques com a regulador del creixement fol·licular (inhibint el seu reclutament) i en la selecció dels foŀlícles per a ser ovulats (inhibint la hormona estimulant del foŀlicle o FSH).
Aquesta hormona va ser descoberta per l'endocrinòleg Alfred Jost, qui inicialment va anomenar-la «inhibidor müllerià», fent referència al descobridor dels conductes paramesonèfrics] o conductes de Müller, Johannes Peter Müller.
És habitual trobar aquesta hormona citada com a «factor inhibidor müllerià» (FIM), «hormona inhibidora mülleriana» (HIM) o com a «substància inhibidora mülleriana» (SIM o MIS).
En els éssers humans, el gen per a l'hormona antimülleriana és el AMH, que es troba localitzat en el cromosoma 19p13.3, mentre que el gen AMH-RII codifica la seva recepció en el cromosoma 12.
Aquesta hormona és el marcador més utilitzat per avaluar la reserva ovàrica a causa de la seva estreta relació amb el nombre total de fol·licles disponibles. Aquesta relació, en ser directament proporcional, permet estimar la durada del període fèrtil d'una dona.

## Estructura
L'hormona antimülleriana és una glicoproteïna dimèrica amb una massa molar de 140 kDa.
En el citoplasma, cada monòmer és clivat generant un fragment de N-terminal: 110 KDa (regió pro) i un altre C-terminal: 25 KDa (regió madura o nadiu), units de forma no covalent per dos ponts disulfur.
El domini C-terminal és el bioactiu; s'uneix al receptor, però necessitant el fragment N-terminal per a poder desencadenar una resposta biològica.
Estructuralment, l’hormona antimülleriana està relacionada amb l'inhibina i l'activina, i és membre de la família del factor transformant de creixement (TGF-β). S'uneix al receptor de tipus 2 AMHR2, que fosforila un receptor de tipus I sota la via de senyalització de TGF-β.

## Rellevància clínica
En la dona adulta, els nivells de l'hormona antimülleriana poden facilitar informació sobre l’estat de fertilitat. Això és perquè, en la dona adulta, els nivells d'aquesta hormona són elevats, al contrari que en el desenvolupament embrionari, degut a la secreció d’aquesta hormona pels ovaris.
Dins dels ovaris s'emmagatzemen i maduren els òvuls al llarg de l’edat fèrtil de la dona. Per això, a major edat de la dona, menor nombre d'òvuls disponibles per donar lloc a un embaràs i per tant, menor reserva ovàrica.
Amb la prova de l’'hormona antimülleriana, es pot mesurar la quantitat d’òvuls disponibles, és a dir, la reserva ovàrica. A major nivell d’AMH en sang, major nombre d’òvuls disponibles.
D’aquesta forma, és possible trobar una sèrie de valors de referència ben establerts que permetin determinar l’estat concret de la fertilitat femenina en fer anàlisis.
Els paràmetres més utilitzats en els laboratoris queden recollits en la següent taula:
| Valor qualitatiu | Valor quantitatiu | Reserva ovàrica                                                      |
| ---------------- | ----------------- | -------------------------------------------------------------------- |
| AMH molt alta    | 3-6 ng/ml         | Bona reserva ovàrica.                                                |
| AMH normal       | 1-2,9 ng/ml       | Bona reserva ovàrica.                                                |
| AMH normal-baixa | 0,7-0,9 ng/ml     | Reserva ovàrica dins la normalitat però que ha començat a disminuir. |
| AMH baixa        | 0,3-0,6 ng/ml     | Reserva ovàrica baixa.                                               |
| AMH molt baixa   | <0,3 ng/ml        | Reserva ovàrica gairebé esgotada, dona propera a la menopausa.       |

La importància de la detecció d’aquesta hormona per al control de la reserva ovàrica és perquè els seus nivells no varien al llarg del cicle menstrual; per tant, es poden analitzar en qualsevol etapa i dia del cicle. Tot i així, en la valoració de la reserva ovàrica també s'analitzen altres hormones, com la FSH i l'estradiol.
Un altre avantatge de conèixer la reserva ovàrica és poder congelar òvuls per a futurs embarassos; un nombre d’òvuls baix podria dificultar a la dona, en un futur, concebre un embrió en de forma natural.

## Funcions

### Embriogènesi
L'hormona antimülleriana és sintetitzada en els mamífers mitjançant les cèl·lules de Sertoli als testicles durant l'embriogènesi del fetus masculí; a més, prevé el desenvolupament dels tubs müllerians a l'úter o altres estructures müllerianes. Aquest efecte és ipsilateral, la qual cosa significa que la supressió del desenvolupament müllerià es fa a cada testicle al mateix costat. Si no es produeix cap hormona a partir de les gònades, els conductes de Müller es desenvolupen automàticament i els conductes de Wolffi, que són els responsables de les parts reproductives masculines, moren automàticament. A l'embriogènesi femenina l'hormona antimülleriana és l'encarregada del desenvolupament de la vagina, l'úter, el coll uterí i els oviductes; per altra banda, inhibeix la incorporació al «reclutament» dels fol·licles primordials, interfereix amb l'acció estimuladora de FSH a l'expressió de l'aromatasa, impedint la progressió del creixement dels fol·licles de la cohort, evitant l'ovulació múltiple. D'aquesta manera, en condicions fisiològiques normals, l'hormona antimülleriana intervé en el procés de reclutament i en el de selecció, sent l'encarregada de preservar la reserva fol·licular i assegurar la monoovulació. En els humans aquesta activitat es duu a terme durant la vuitena setmana. L'hormona antimülleriana treballa interaccionant amb receptors específics a la superfície de les cèl·lules blanc o diana. L'efecte més conegut i més específic, intervingut a través dels receptors tipus II de l'hormona antimülleriana, inclou la mort cel·lular programada (apoptosi) de la cèl·lula diana (els tubs müllerians fetals).

### Ovàrica
Mentre l'hormona antimülleriana és mesurable en el mascle durant la infància i l'edat adulta, no es pot detectar en les femelles fins a la pubertat. S'expressa per les cèl·lules de la granulosa de l'ovari durant els anys reproductius i limita la formació de fol·licles primaris inhibint el reclutament fol·licular excessiu per part de la FSH. L'expressió de l'hormona antimülleriana és més gran en l'etapa de reclutament de la foŀliculogènesi, en els fol·licles preantrals i petits antrals. Aquesta expressió disminueix a mesura que els fol·licles es desenvolupen i entren en l'etapa de selecció, en la qual augmenta l'expressió de FSH. Això significa que l''hormona antimülleriana exerceix un paper important tant en la regulació del nombre de fol·licles en creixement (inhibint el reclutament), com en la seva selecció per ser ovulats (inhibint la FSH). Alguns autors suggereixen que és una mesura per a certs aspectes de la funció ovàrica, útil per avaluar condicions com la síndrome d'ovari poliquístic i la insuficiència ovàrica prematura.

### Altres funcions
La producció d'hormona antimülleriana per les cèl·lules de Sertoli als testicles es manté en nivells alts al llarg de la infància, però es redueix a nivells baixos durant la pubertat i l'edat adulta. En els darrers anys les mesures d'aquesta hormona s'han anat usant molt per a l'avaluació de la presència i la funció testicular en nens amb determinades anomalies de la diferenciació sexual.

## Usos clínics
L'hormona antimülleriana és el marcador bioquímic més sensible de reserva ovàrica i de resposta als tractaments de reproducció assistida.
Considerant que la concentració d'hormona antimülleriana plasmàtica està correlacionada amb el nombre de fol·licles en creixement, i que el seu nombre va augmentant en pacients amb poliquistosi ovàrica, la seva valoració en sèrum en qualsevol dia del cicle, ajudaria a la caracterització d'aquestes pacients.
La determinació d'hormona antimülleriana permet l'avaluació de la reserva ovàrica de pacients joves tractades per càncer a la infància i altres neoplàsies tractades; de pacients amb falla ovàrica prematura o amb anticossos anti ovàrics i de pacients normals o amb poliquistosi ovàrica en tractament amb anticonceptius.
Permet la detecció i el seguiment de les pacients amb tumors de les cèl·lules de la granulosa. La reserva ovàrica no es pot veure afectada només per l'edat, sinó també per altres trastorns de la fertilitat com ara l'endometriosi, per la qual cosa és convenient fer aquesta prova abans de sotmetre's a tractaments de reproducció assistida.
La prova de l'hormona antimülleriana es pot utilitzar per a diferents finalitats. Permet predir l'inici de la menopausa, el moment —generalment al voltant dels cinquanta anys— en què una dona deixarà de tenir períodes menstruals i en el que no podrà quedar embarassada, o descobrir la raó d'una menopausa primerenca. Permet descobrir la causa d'una amenorrea o falta de menstruació; s'acostuma a diagnosticar a les nenes que no han començat a menstruar un cop compleixen la quinzena d'edat i a les dones que no han tingut diversos períodes. Per altra banda, ajuda a diagnosticar la síndrome de l'ovari poliquístic, un problema hormonal que és una causa comuna d'infertilitat femenina. És útil per revisar els nadons amb genitals que no estan clarament identificats com masculins ni femenins. La prova també permet fer un seguiment de les dones que tenen certs tipus de càncer d'ovari.

### Futur ús potencial
La seva capacitat per inhibir el creixement del teixit derivat dels conductes de Müller ha despertat esperances d'utilitat en el tractament d'una varietat de condicions mèdiques com l'endometriosi, l'adenomiosi i el càncer uterí.Si hi hagués assajos d'aquesta hormona més estandarditzats, es podria utilitzar com a biomarcador de la síndrome de l'ovari poliquístic.
En ratolins, s'ha demostrat que un augment de l'hormona antimülleriana redueix el nombre de fol·licles en creixement i, per tant, la mida global dels ovaris. Aquest augment de la producció de l'hormona redueix els fol·licles primaris, secundaris i antrals sense reduir el nombre de fol·licles primordials, cosa que suggereix un bloqueig de l'activació del fol·licle primordial. Això pot proporcionar un mètode anticonceptiu viable que protegeixi la reserva ovàrica dels oòcits durant la quimioteràpia sense extreure'ls del cos, permetent el potencial de reproducció natural més endavant en la vida.

## Malalties
Les malalties relacionades amb l'hormona antimülleriana es deuen a una mutació en el gen que codifica la proteïna o el que codifica el seu receptor. La mutació només serà perjudicial si afecta algun aminoàcid dels dominis que contenen el senyal del reconeixement per al receptor, també si la mutació afecta el plegament de la proteïna com les cisteïnes que formen enllaços disulfur. Una mutació que afecti el receptor de l'hormona antimülleriana també serà causa de malaltia, ja que l'hormona no s'hi podrà unir.
L'hormona antimülleriana duu a terme funcions de diferenciació sexual durant l'etapa embrionària; un problema amb aquesta hormona genera afeccions diferents segons el sexe. En els homes, una inadequada activitat de l'hormona antimülleriana o el seu receptor causa que durant l'etapa embrionària no es produeixi l'apoptosi de les cèl·lules que formen el teixit dels conductes de Müller; això provoca la síndrome de persistència dels conductes de Müller (PMDS), que és un tipus de pseudohermafroditisme masculí definit per la presència de genitals interns femenins poc desenvolupats i no funcionals, i genitals interns i externs masculins en molts casos amb criptorquidisme.
En les dones, un estudi publicat a Nature Medicine va descriure un vincle entre el desequilibri hormonal a l'úter i la síndrome d'ovari poliquístic (PCOS), específicament exposició prenatal a hormona antimülleriana. Per a l'estudi, els investigadors van injectar l'hormona a ratolins femelles prenyades perquè tinguessin una concentració de l'hormona superior a la normal. Les femelles injectades van parir filles que més tard van desenvolupar símptomes similars als de la síndrome d'ovari poliquístic, com ara problemes de fertilitat, la pubertat retardada o l'ovulació erràtica. Per revertir-ho, els investigadors van dosificar les femelles poliquístiques amb cetrorelix, i els símptomes van desaparèixer. Aquests experiments encara que no estaven fets encara en l'espècie humana, ajuden a comprendre la relació entre l'ovari poliquístic i l'hormona antimülleriana.
L'hormona antimülleriana ha estat sintetitzada. La seva capacitat d'inhibir el creixement del teixit derivat dels tubs müllerians ha augmentat les esperances per al tractament de diverses varietats de malalties com ara l'endometriosi, l'adenomiosi o el càncer uterí.